# Geitoneura
Genre
Le genre Geitoneura regroupe des papillons de la famille des Nymphalidae et de la sous-famille des Satyrinae toutes résidant en Australie.

## Dénomination
Le nom Geitoneura leur a été donné par Arthur Gardiner Butler en 1867.

## Liste des espèces
Selon NCBI (15 mai 2010) :

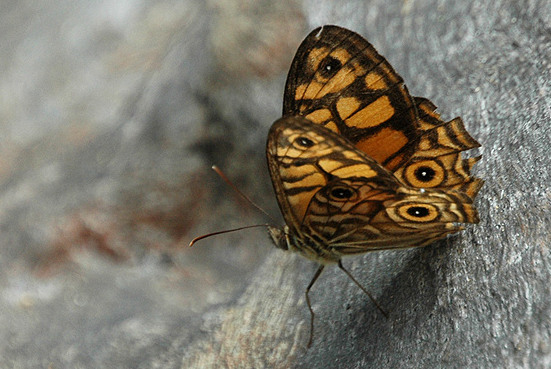
Geitoneura acantha

- Geitoneura acantha (Donovan, 1805).
  - Geitoneura acantha acantha
  - Geitoneura acantha ocrea (Guest, 1882)
- Geitoneura klugii (Guérin-Méneville, 1831).
  - Geitoneura klugii klugii
  - Geitoneura klugii insula (Burns, [1948])
- Geitoneura minyas (Waterhouse et Lyell, 1914).
  - Geitoneura minyas minyas
  - Geitoneura minyas mjobergi (Aurivillius, 1920)

## Source
- funet